# Rodrigo Sorogoyen
Rodrigo Sorogoyen, född 1981, är en spansk filmregissör och manusförfattare. Han har vunnit Goyapriset för bästa regi två gånger och motsvarande för bästa originalmanus två gånger.

## Filmografi (i urval)
- 2016 – May God Save Us
- 2022 – The Beasts